# Гурон
Гуро́н (англ. Lake Huron) — озеро у Канаді та США, в групі Великих озер. Гурон займає друге місце серед Великих озер, за площею — 59 596 км², що робить його третім за площею прісним озером на Землі. Об'єм — 3540 км³, довжина берегової лінії — 6157 км.
Поверхня озера Гурон знаходиться на 176 м над рівнем моря. Середня глибина озера становить 59 м, а найбільша глибина 229 м (криптодепресія). Довжина 332 км, найбільша ширина 245 км.
На озері розташовані численні острови. Відмінною особливістю озера є острів Манітулін, який відокремлює Північний канал і затока Джорджен-Бей від озера Гурон. Манітулін є найбільшим у світі островом у прісній воді.
Гурон сполучений з озерами Верхнім, Мічиган, Ері. З Мічиганом Гурон з'єднує широка протока Маккінака, тому геологічно та за водним режимом вони є однією системою. Озеро Верхнє розташоване дещо вище. Вода з Гурону річкою Сент-Клер витікає до озера Сент-Клер, а звідти до Ері. Озеро є частиною Морського Шляху Св. Лаврентія.
Озеро відомо людям дуже давно. Колись тут жили індіанці, за назвою племені яких і було названо водойму. Вони займалися землеробством, ловили рибу і полювали. У ході колонізації, ці місця привернули увагу європейців. Першими тут почали обживатися французи, що склали карту берегової лінії. Біля озера стали з'являтися деревообробні фабрики і почався пошук корисних копалин. Індіанці ж практично зникли з цих країв. Гурон відрізняється диво довгою береговою лінією.